# Bloomington (Minnesota)
Bloomington város az USA Minnesota államában. Lakosainak száma 89 987 fő (2020. április 1.).

## Népesség
A település népességének változása:

| 2010 | 82 893 |
| 2020 | 89 987 |